# Plocaederus inconstans
Plocaederus inconstans là một loài bọ cánh cứng trong họ Cerambycidae.